# Nintendogs + Cats
Nintendogs + Cats (ニンテンドッグス＋キャッツ, Nintendoggusu + Kyattsu) és un videojoc de simulació a temps real de mascotes per a la Nintendo 3DS. És una seqüela dels jocs Nintendogs per al sistema Nintendo DS. Va ser anunciat juntament amb la consola durant l'E³ del 2010 i és un dels títols de llançament d'aquesta consola. El joc té tres versions diferents, que són Nintendogs + Cats: bulldog francès i nous amics, Nintendogs + Cats: golden retriever i nous amics, i Nintendogs + Cats: canitx i nous amics. A cada versió hi ha un bulldog francès, un golden retriever, i un canitx, respectivament, així com moltes altres races a cada joc.
Aquest videojoc manté un estil de jugabilitat molt semblant al Nintendogs original, incloent-hi diverses races de gossos i gats, i també exercicis d'entrenament que ja estaven inclosos al primer joc. Han canviat els trucs, ja que hi ha un límit sobre els trucs que es poden fer per dia, i ara els trucs es presenten amb tutorials mentre es juga. A més d'utilitzar la pantalla tàctil i el micròfon, el joc també utilitza la càmera amb un sistema de reconeixement facial per a interaccionar amb el jugador. Per exemple, al cap d'un temps, la mascota del jugador el reconeixerà i saludarà. En canvi, si apareix un nou jugador, podria reaccionar negativament. Si l'entrenador apropa la cara a la càmera el cadell s'aproparà a la pantalla per a llepar-lo. Les capacitats tridimensionals de la 3DS també s'utilitzen. La realitat augmentada permet projectar el gos o gat del jugador sobre una de les targetes AR "?". A més, si s'hi apropa una targeta amb un dels personatges de Nintendo (Mario, Link, Kirby, etc.), les mascotes apareixen portant barrets, amb el tema dels jocs respectius.